# ناتاشا میچیچ
ناتاشا میچیچ (انگلیسی: Nataša Mićić؛ زادهٔ ۲ نوامبر ۱۹۶۵) یک سیاست‌مدار اهل صربستان است.